# Saint-Siméon (Eure)
Saint-Siméon – miejscowość i gmina we Francji, w regionie Normandia, w departamencie Eure.
Według danych na rok 1990 gminę zamieszkiwały 282 osoby, a gęstość zaludnienia wynosiła 38 osób/km² (wśród 1421 gmin Górnej Normandii Saint-Siméon plasuje się na 629 miejscu pod względem liczby ludności, natomiast pod względem powierzchni na miejscu 505).